# سایخان (سلنگه)
شهرستان سایخان (به زبان مغولی: Сайхан сум، [Sajxan sum]؛ ᠰᠠᠶᠢᠬᠠᠨ ᠰᠤᠮᠤ، [sayiqan sumu]) یک شهرستان (سُوم) در مغولستان است که در استان سلنگه واقع شده‌است. سایخان ۱٬۳۱۱٫۸۷ کیلومتر مربع مساحت دارد.

## تقسیمات اداری
شهرستان سایخان متشکل از ۹ قصبه (باغ) می‌باشد، شامل:
- اوغالج (مغولی: Угалз баг، [Ugalz bag]؛ ᠤᠭᠠᠯᠵᠠ ᠪᠠᠭ، [uɣalja baɣ])
- اوندراخ (مغولی: Ундрах баг، [Undrax bag]؛ ᠤᠨᠳᠤᠷᠬᠤ ᠪᠠᠭ، [undurqu baɣ])
- خورمت (مغولی: Хүрэмт баг، [Xüremt bag]؛ ᠬᠦᠷᠮᠡᠲᠦ ᠪᠠᠭ، [kürmetu baɣ])
- خولیج (مغولی: Хульж баг، [Xul'ž bag]؛ ᠬᠤᠯᠢᠵᠤ ᠪᠠᠭ، [quliju baɣ])
- خوتول (مغولی: Хөтөл баг، [Xötöl bag]؛ ᠬᠥᠲᠦᠯ ᠪᠠᠭ، [kötül baɣ])
- سایخان‌اوبو (مغولی: Сайхан-Овоо баг، [Sajxan-Ovoo bag]؛ ᠰᠠᠶᠢᠬᠠᠨ ᠣᠪᠤᠭ᠎ᠠ ᠪᠠᠭ، [sayiqan obuɣ-a baɣ])
- غافشغای (مغولی: Гавшгай баг، [Gavšgaj bag]؛ ᠭᠠᠪᠰᠢᠭᠠᠶ ᠪᠠᠭ، [ɣabšiɣai baɣ])
- نومغون (مغولی: Номгон баг، [Nomgon bag]؛ ᠨᠣᠮᠭᠤᠨ ᠪᠠᠭ، [nomɣun baɣ])